# HORO
『HORO / ほうろう』は、1975年1月25日に、日本コロムビアのMUSHUROOMレーベルより発売された、小坂忠通算4作目のスタジオ・アルバム。

## 概要
バンド「エイプリル・フール」のメンバーだった、細野晴臣を共同プロデューサーに迎えて制作されたアルバムであり、「ティン・パン・アレーのメンバー、林立夫、鈴木茂、松任谷正隆を始め、松本隆、山下達郎、大貫妙子、吉田美奈子、矢野誠等、後の80年代ミュージック・シーンを彩るアーティストが多数参加した日本初の本格的なR&Bを取り入れたソウルアルバム」と、書籍『日本のベスト・アルバム－－フォーク&ロックの25年』では紹介されている。
「小坂忠を聴くならこの1枚で十分ね」と、矢野顕子からTHE BOOMの宮沢和史にこのアルバムを渡されたとも、宮沢本人が語っている。
このアルバムを出すまでは、バッファロー・スプリングフィールドとかモビー・グレイプとか、西海岸のミュージシャンを聴き、そういうバンドの曲をコピーしていると、『曲は面白いけど、なんで歌い方までマネしなきゃいけないんだろう？』と思い、それで自分のスタイルを探すようになった。もともと、ソウル・ミュージックが好きで、最初に好きになったシンガーがレイ・チャールズで、「言葉に感情をこめて、絞り出すような歌い方が好きだった」こともあり、友人の細野が関わっていた「ティン・パン・アレー」の音楽も好きだったので、細野にプロデュースを依頼した。
2009年に『Chu's Garden』という過去のアルバムをリマスタリングしてCD-BOXとして制作している中、当アルバムのマスターテープが見つかったことを受け、聴き直した小坂は「なんというか……若い。声だけでなく“言葉の理解力”という面でもね。あのアルバムから30年近く経って、人生でいろいろ経験したことで、言葉に対する理解力や感じ方も違ってくる。それを歌を通じて出したいと思ったんです」と、当時の演奏に自身のヴォーカルだけをリテイクする事を決め、『HORO 2010』を2010年3月24日に発表。当時のメンバーに録り直す旨を伝えたところ、「ずるい！俺も録り直したかった！」と言われた。
その後小坂が大病を患い、入院中にいろんなことを考える中で、これまでの作品の中ではこの「HORO」が重要なんだと思い知らされ、元気になったらまた歌ってみたいと思っていた。晴れて、2018年3月5日に、当アルバムの全曲再現ライヴをビルボードライヴ東京で開催、後日ライヴアルバム「HORO 2018 Special Live」として、CDとLPで日本コロムビアより発売した。

## ライヴ
2018年11月26日に、一夜限りのスペシャルイベント「新日本製薬 presents SONGS & FRIENDS 第2弾 小坂忠 『ほうろう』」が開催された。出演はAsiah、荒井由実、 尾崎亜美、さかいゆう、高橋幸宏、田島貴男（ORIGINAL LOVE）、 Char、 BEGIN、 槇原敬之、 矢野顕子、後藤次利（fromフォージョーハーフ）、駒沢裕城（fromフォージョーハーフ）、 吉田美奈子、鈴木茂（from ティン・パン・アレー）、林立夫（from ティン・パン・アレー）、 松任谷正隆（from ティン・パン・アレー）、 小原礼、武部聡志、小倉博和、根岸孝旨、屋敷豪太、細野晴臣。総合演出は松任谷正隆が担当した。この模様は、TOKYO FMで特別番組として放送された。

## 批評
| 専門評論家によるレビュー | 専門評論家によるレビュー |
| レビュー・スコア         | レビュー・スコア         |
| 出典                     | 評価                     |
| ------------------------ | ------------------------ |
| CDジャーナル             | 肯定的                   |
| ニッポン放送 NEWS ONLINE | 肯定的                   |

CDジャーナルは、「R&Bとロックのエッセンスを、見事に日本の音楽に取り入れたその解釈の巧みさと豊潤なセンスには、何度聴いても心動かされる」と肯定的に批評している。
音楽評論家の北中正和は、カントリーロック色が濃かった小坂忠とフォージョー・ハーフ時代の楽曲と比較したうえで「サウンドも歌もポップ、ロック、ソウルに広がり、さらに大きく開花した印象を受ける」と評価し、「社会が大きなスピードで変わろうとしていた70年代中期に、生まれるべくして生まれた作品だったという気がする」と肯定的に批評している。

## 収録曲
| #         | タイトル                 | 作詞      | 作曲      | 編曲             | 時間  |
| --------- | ------------------------ | --------- | --------- | ---------------- | ----- |
| 1.        | 「ほうろう」             | 細野晴臣  | 細野晴臣  | 細野晴臣         | 2:53  |
| 2.        | 「機関車」               | 小坂忠    | 小坂忠    | 細野晴臣         | 3:45  |
| 3.        | 「ボン・ボヤージ波止場」 | 細野晴臣  | 細野晴臣  | 細野晴臣・矢野誠 | 4:29  |
| 4.        | 「氷雨月のスケッチ」     | 松本隆    | 鈴木茂    | 細野晴臣・矢野誠 | 4:03  |
| 5.        | 「ゆうがたラブ」         | 高叡華    | 小坂忠    | 細野晴臣         | 4:20  |
| 合計時間: | 合計時間:                | 合計時間: | 合計時間: | 合計時間:        | 19:30 |

| #         | タイトル           | 作詞      | 作曲      | 編曲             | 時間  |
| --------- | ------------------ | --------- | --------- | ---------------- | ----- |
| 1.        | 「しらけちまうぜ」 | 松本隆    | 細野晴臣  | 細野晴臣・矢野誠 | 3:02  |
| 2.        | 「流星都市」       | 松本隆    | 細野晴臣  | 細野晴臣         | 3:51  |
| 3.        | 「つるべ糸」       | 鈴木晶子  | 鈴木晶子  | 細野晴臣・矢野誠 | 3:06  |
| 4.        | 「ふうらい坊」     | 細野晴臣  | 細野晴臣  | 細野晴臣         | 4:35  |
| 合計時間: | 合計時間:          | 合計時間: | 合計時間: | 合計時間:        | 14:34 |

## スタッフ
- Produced by Alfa & Associates, Inc.
- Producer : 細野晴臣、小坂忠
- Director : Kato Shoji
- Engineer : Seto Hiroyuki
- Bass : 細野晴臣
- Drums & Percussion : 林立夫
- Guitar : 鈴木茂
- Keyboards : 松任谷正隆、鈴木晶子
- Back Ground Vocals : 吉田美奈子、山下達郎、大貫妙子
- Strings & Horn Arranger : 矢野誠
- Production Supervise : Kaneko Mitsutaka
- Art Director : 小坂忠
- Cover Illustrator : Amagakoji Rei
- Photographer : Yanagihara Shigemitsu
- Recording Studio : STUDIO "A"、MOURI Studio

## リリース履歴
| No. | 日付           | レーベル                | 規格         | 規格品番   | 備考                          |
| --- | -------------- | ----------------------- | ------------ | ---------- | ----------------------------- |
| 1   | 1975年1月25日  | 日本コロムビア          | LP           | CD-7129-Z  |                               |
| 2   | 1980年5月21日  | ALFA                    | LP           | ALR-4014   |                               |
| 3   | 1990年4月25日  | ALFA                    | CD           | ALCA-33    |                               |
| 4   | 1992年11月21日 | ALFA                    | CD           | ALCA-416   |                               |
| 5   | 1994年9月28日  | ALFA                    | CD           | ALCA-9071  |                               |
| 6   | 1996年         | Mushroom                | LP           | AISLE-3002 |                               |
| 7   | 1998年5月27日  | ALFA                    | LP           | ALCA-9182  |                               |
| 8   | 2001年11月21日 | Epic Records            | CD           | ESCL-2281  |                               |
| 9   | 2015年8月12日  | Sony Music Direct Japan | Blu-spec CD2 | MHCL-30322 | HORO 40th Anniversary Package |
| 10  | 2019年2月20日  | Sony Music Direct Japan | LP           | MHJL-60    |                               |